# Vallokalsundersökning
En vallokalsundersökning är en opinionsundersökning som görs bland väljare som nyss avgivit sin röst. Det är en snabb metod att få indikationer om valresultatet och dess variation bland olika väljargrupper
Valu är Sveriges Televisions Vallokalsundersökningar. De har genomförts sedan 1991 med väljare utanför vallokaler vid riksdagsval, EUP-val och folkomröstningar.

## Vallokalsundersökningar i Riksdagsval i Sverige

### SVT VALU den 15 september 2002, Riksdagsvalet 2002
Så röstade de 8 936 tillfrågade med sina poströster och människor i 80 vallokaler.
Vallokalsundersökningen fick en fullträff på Moderaterna: 15,2 procent (Som blev verkligt valresultat för Moderaterna). Undersökningen uppmärksammade även Folkpartiets snabba framryckning men lyckades inte riktigt fånga upp den tillbakaströmningen som gått från vänsterpartiet tillbaka till Socialdemokraterna, Vänsterpartiets tillbakagång och Socialdemokraternas framgångar.
| Parti | Parti                             | Röster | Röster | Röster | Mandatfördelning | Mandatfördelning |  |
| Parti | Parti                             | Antal  | %      | +− %   | Antal            | +−               |  |
| ----- | --------------------------------- | ------ | ------ | ------ | ---------------- | ---------------- |  |
|       | Socialdemokraterna                | 3333   | 37,29  | +0.9   | 135              | +4               |  |
|       | Moderata samlingspartiet          | 1358   | 15,19  | −7,71  | 55               | −27              |  |
|       | Folkpartiet liberalerna           | 1162   | 13,00  | +8,28  | 47               | +30              |  |
|       | Vänsterpartiet                    | 893    | 9,99   | −2     | 36               | −7               |  |
|       | Kristdemokraterna                 | 831    | 9,29   | −2,48  | 34               | −8               |  |
|       | Centerpartiet                     | 608    | 6,80   | +1,67  | 24               | +6               |  |
|       | Miljöpartiet de Gröna             | 456    | 5,10   | +0,61  | 18               | +2               |  |
|       | Övriga partier                    | 295    | 3,30   |        |                  |                  |  |
|       | Röd-gröna blocket (s, v, mp)      | –      | 4682   | 52,38  |                  | 189              |  |
|       | Borgerliga blocket (m, fp, kd, c) | –      | 3959   | 44,28  |                  | 160              |  |

### SVT:s  VALU den 17 september 2006, Riksdagsvalet 2006
Så röstade de 12 316 tillfrågade med sina poströster och människor i 90 vallokaler.
Vallokalsundersökningen uppmärksammade allting och gav en korrekt fingervisning och antydde på en borgerlig seger. När sedan under valnatten då rösterna räknades och det rapporterades in så såg det länge ut som att de röda kunde sitta kvar men sedan senare så började det gå tillbaka och bli mer likt vallokalsundersökningen.
|  | Socialdemokraterna                | 34,3 | −5,5  |
|  | Moderaterna                       | 26,6 | +11,4 |
|  | Centerpartiet                     | 8,2  | +2,0  |
|  | Kristdemokraterna                 | 7,6  | −1,5  |
|  | Folkpartiet liberalerna           | 7,3  | −6,1  |
|  | Vänsterpartiet                    | 5,8  | −2,6  |
|  | Miljöpartiet de Gröna             | 5,5  | +1,0  |
|  | Övriga partier                    | 4,7  | +1,4  |
|  | Borgerliga blocket (m, fp, kd, c) | 49,7 | +5,8  |
|  | Röd-gröna blocket (s, v, mp)      | 45,6 | −7,2  |

Övriga partier 
| Parti | Parti                                |     |
| Parti | Parti                                | %   |
| ----- | ------------------------------------ | --- |
|       | Sverigedemokraterna                  | 1,9 |
|       | Feministiskt initiativ               | 1,0 |
|       | Junilistan                           | 0,5 |
|       | Sveriges pensionärers intresseparti¨ | 0,3 |
|       | Sjukvårdspartiet                     | 0,2 |
|       | Övriga partier                       | 0,9 |

### Vallokalsundersökningar i Riksdagsvalet 2010
När vallokalerna stängdes klockan 20:00 på kvällen den 19 september 2010, visade SVT (VALU) och TV4 sina vallokalsundersökningar.
| Parti                    | SVT (VALU) | SVT (VALU)        | TV4     | TV4               |
| Parti                    | Procent    | Ändring i procent | Procent | Ändring i procent |
| ------------------------ | ---------- | ----------------- | ------- | ----------------- |
| Socialdemokraterna       | 30,0       | -5,0              | 32,7    | -2,3              |
| Moderata samlingspartiet | 29,1       | +2,9              | 27,2    | +1,0              |
| Miljöpartiet de Gröna    | 9,0        | +3,8              | 7,8     | +2,6              |
| Folkpartiet liberalerna  | 7,2        | -0,3              | 6,9     | -0,6              |
| Centerpartiet            | 7,1        | -0,8              | 7,0     | -0,9              |
| Kristdemokraterna        | 5,7        | -0,9              | 7,1     | +0,5              |
| Vänsterpartiet           | 6,1        | +0,3              | 5,9     | 0                 |
| Sverigedemokraterna      | 4,6        | +1,7              | 4,1     | +1,2              |
| Övriga                   | 1,2        | ?                 | 1,3     | -1,5              |
| Block                    | SVT (VALU) | SVT (VALU)        | TV4     | TV4               |
| Block                    | Procent    | Ändring i procent | Procent | Ändring i procent |
| Alliansen (M,FP,C,KD)    | 49,1       | +0,9              | 48,2    | 0                 |
| Rödgröna (S,MP,V)        | 45,1       | -0,9              | 46,4    | +0,4              |
| Blockskillnad            | 4,0        | -                 | 1,8     | -                 |
| Övriga partier           | SVT (VALU) | SVT (VALU)        | TV4     | TV4               |
| Övriga partier           | Procent    | Ändring i procent | Procent | Ändring i procent |
| Feministiskt initiativ   | 0,8        | ?                 | ?       | ?                 |
| Piratpartiet             | 0,7        | ?                 | ?       | ?                 |

### Vallokalsundersökningar i Riksdagsval 2014
När vallokalerna stängdes klockan 20:00 på kvällen den 14 september 2014, visade SVT (Valu) och TV4 sina vallokalsundersökningar.
| Parti                    | SVT (Valu) | SVT (Valu)        | TV4     | TV4               |
| Parti                    | Procent    | Ändring i procent | Procent | Ändring i procent |
| ------------------------ | ---------- | ----------------- | ------- | ----------------- |
| Socialdemokraterna       | 31,1       | +0,4              | 30,7    | 0                 |
| Moderata samlingspartiet | 22,2       | -7,9              | 22,8    | -7,3              |
| Sverigedemokraterna      | 10,5       | +4,8              | 8,3     | +2,6              |
| Miljöpartiet de gröna    | 7,1        | -0,2              | 8,1     | +0,8              |
| Centerpartiet            | 6,5        | -0,1              | 7,7     | +1,1              |
| Vänsterpartiet           | 6,6        | +1,0              | 5,2     | -0,4              |
| Folkpartiet liberalerna  | 6,0        | -1,0              | 6,8     | -0,3              |
| Kristdemokraterna        | 5,0        | -0,6              | 5,7     | +0,1              |
| Feministiskt initiativ   | 4,0        | +3,6              | 4,4     | +4,0              |
| Övriga                   | 1,0        | ?                 | 0,3     | -0,7              |
| Block                    | SVT (Valu) | SVT (Valu)        | TV4     | TV4               |
| Block                    | Procent    | Ändring i procent | Procent | Ändring i procent |
| Alliansen (M,FP,C,KD)    | 39,7       | -9,58             | 43,0    | -6,28             |
| Rödgröna (S,MP,V)        | 44,8       | +1,2              | 44,0    | +0,4              |
| Blockskillnad            | 5,1        | -                 | 1,0     | -                 |

### Viktiga frågor för valet av parti i riksdagsvalet 2014, Valu
Oviktad Valu resultat.
’Fråga: Vilken betydelse har följande frågor för Ditt val av parti i riksdagvalet idag?’
| Placering | Fråga                                 | Procent mycket stor betydelse | Förändring 2010 - 2014 |
| --------- | ------------------------------------- | ----------------------------- | ---------------------- |
| 1         | Skola och utbildning                  | 60                            | +6                     |
| 2         | Sjukvården                            | 54                            | +5                     |
| 3         | Svenska ekonomin                      | 52                            | -1                     |
| 4         | Sociala välfärden                     | 51                            | +5                     |
| 5         | Sysselsättning                        | 50                            | -3                     |
| 6         | Äldreomsorgen                         | 47                            | +7                     |
| 7         | Jämställdheten mellan kvinnor och män | 40                            | +3                     |
| 8         | Pensionerna                           | 38                            | +5                     |
| 9         | Din egen ekonomi                      | 37                            | -4                     |
| 10        | Miljön                                | 36                            | +2                     |
| 11        | Frågan om vinster i välfärden         | 35                            | Ny fråga/Ny på listan  |
| 12        | Skatterna                             | 34                            | 0                      |
| 13        | Bostadsfrågan                         | 33                            | Ny fråga/Ny på listan  |
| 14        | Flyktingar/invandring                 | 33                            | +7                     |
| 15        | Lag och ordning                       | 32                            | 0                      |
| 16        | Energi och kärnkraft                  | 29                            | -1                     |
| 17        | Företagens villkor                    | 28                            | -2                     |
| 18        | EU                                    | 19                            | +3                     |
| 19        | Försvarsfrågan                        | 19                            | Ny fråga/Ny på listan  |

Kommentar: Valu-frågan också innehöll svarsalternativen ”ganska stor betydelse”, ”varken stor eller liten betydelse”, ”ganska liten betydelse” och ”mycket liten betydelse.